# Isländische Badmintonmeisterschaft 2010
Die Isländische Badmintonmeisterschaft 2010 fand vom 26. bis zum 28. März 2010 in Reykjavík statt. 

## Medaillengewinner
| Disziplin    | Gold                                   | Silber                                            | Bronze                                                 |
| ------------ | -------------------------------------- | ------------------------------------------------- | ------------------------------------------------------ |
| Herreneinzel | Helgi Jóhannesson                      | Kári Gunnarsson                                   | Arthúr Geir Jósefsson                                  |
| Herreneinzel | Helgi Jóhannesson                      | Kári Gunnarsson                                   | Atli Jóhannesson                                       |
| Dameneinzel  | Ragna Ingólfsdóttir                    | Tinna Helgadóttir                                 | Snjólaug Jóhannsdóttir                                 |
| Dameneinzel  | Ragna Ingólfsdóttir                    | Tinna Helgadóttir                                 | Katrín Atladóttir                                      |
| Herrendoppel | Helgi Jóhannesson Magnús Ingi Helgason | Broddi Kristjánsson Þorsteinn Páll Hængsson       | Borgar Heimirsson Tryggvi Nielsen                      |
| Herrendoppel | Helgi Jóhannesson Magnús Ingi Helgason | Broddi Kristjánsson Þorsteinn Páll Hængsson       | Arthúr Geir Jósefsson Einar Óskarsson                  |
| Damendoppel  | Katrín Atladóttir Ragna Ingólfsdóttir  | Snjólaug Jóhannsdóttir Tinna Helgadóttir          | Elsa Nielsen Vigdís Ásgeirsdóttir                      |
| Damendoppel  | Katrín Atladóttir Ragna Ingólfsdóttir  | Snjólaug Jóhannsdóttir Tinna Helgadóttir          | Brynja Kolbrún Pétursdóttir Erla Björg Hafsteinsdóttir |
| Mixed        | Magnús Ingi Helgason Tinna Helgadóttir | Arthúr Geir Jósefsson Halldóra Elín Jóhannsdóttir | Tryggvi Nielsen Elsa Nielsen                           |
| Mixed        | Magnús Ingi Helgason Tinna Helgadóttir | Arthúr Geir Jósefsson Halldóra Elín Jóhannsdóttir | Atli Jóhannesson Snjólaug Jóhannsdóttir                |